# Вауда Канавезе
Ва̀уда Канавѐзе (на италиански: Vauda Canavese; на пиемонтски: Vauda, Вауда) е село и община в Метрополен град Торино, регион Пиемонт, Северна Италия. Разположено е на 396 m надморска височина. Към 1 януари 2023 г. населението на общината е 1428 души, от които 61 са чужди граждани.

## География, административно деление и население
Община в района Канавезе, съставена от двама жители: Вауда Супериоре (Горна Вауда), по-ново селище, и Вауда Инфериоре (Долна Вауда), оригинално и древно ядро, разположено на десния бряг на потока Фандаля, приток на Малоне, в северозападната част на обширното плато Вауде.
Граничи със следните 6 общиниː Барбания, Фронт, Сан Карло Канавезе, Рока Канавезе, Сан Франческо ал Кампо и Бузано. Намира се на 23 km от Торино и на 124 km от Милано.
Има следните подселища и местностиː Палацо Гросо, Рио Вердейс, Вауда Канавезе Инфериоре, Вауда Канавезе Супериоре.
Към 1 януари 2023 г. населението на общината е 1428 души, от които 61 чужди граждани, сред които преобладават тези на Румъния (35 души). Български граждани липсват.

## Топоним
Името произлиза от лангобардския термин Wald („гора“) и се отнася до горите от безценен дървен материал, в близост до които се е развило селището. Следователно топонимът показва селище в пространство, отчасти безводно и отчасти покрито с гори.
Нарича се Фронт ди Вауда (на итал. Front di Vauda) до 1952 г. със спецификация (Вауда), изискана от наличието на няколко необработени, глинести и компактни терена (на итал. vaude) в една и съща област (Канавезе). През 1952 г. приема сегашното си име с добавянето на определението „Канавезе“.

## История
Най-старото споменаване на селището датира от 1027 г. През Средновековието то принадлежи на графовете Сан Мартино и споделя обща история с близкия Фронт.
По време на бунтовете сред благородниците от Канавезе през XIII век, семейство Сан Мартино е нападнато във Фронт от гибелините и промонфератските Валперга; по това време гвелфските графове се съпротивляват, но през 1229 г. маркизите на Монферат успяват да окупират платото Вауде. Алерамическото междуцарствие не трае дълго. През 1296 г. Маргарита, дъщеря на Амадей V Савойски, се омъжва за Джовани I от Монферат и след смъртта му става господарка на Чирие, Вауде и долините Ланцо. След смъртта ѝ кастеланията отново е конфискувана от Савойците и предадена като наследство на Амадей VI Савойски.
През 1536 г. Вауда претърпява френски набези по време на войната между Франция и Испания. На 18 декември 1636 г., благодарение на херцог Виктор Амадей I Савойски, Вауда получава автономия от Фронт, като приема името „Вауда ди Фронт“, което запазва до 1952 г. Политическата и административна автономия скоро е последвана от тази в религиозната сфера и новата община успява да издигне енория, посветена на Свети Николай, през 1663 г.
През 1742 г. Вауда претърпява голямо наводнение и през 1780 г. селището Вауда Супериоре също получава възможността да построи своя собствена енория, посветена на Свети Бернар от Клерво, настоящият светец покровител на града. Това второ обитаемо ядро се разраства повече от по-старото и седалището на общината е преместено тук през 1866 г. През същия период огромна област от Вауда е реквизирана от правителството на Савоя, за да бъде превърната в стрелбище.
По време на фашизма и по-точно през 1928 г. Вауда е агрегирана заедно с Фронт към община Барбания, възвръщайки автономията си едва през 1947 г. През 1952 г. променя името си на „Вауда Канавезе“.
Едва през втората половина на XX век градът може да се възползва от основните услуги: електроснабдяването започва през 1959 г.; през 1961 г. е завършено водоснабдяването и през 1968 г. SIP (Италианското общество за телефонни операции, което по-късно става Телеком) инсталира първия телефон.
На територията, част от която е включена в Регионалния природен резерват Вауда (създаден през 1993 г.), растат лозя, овощни дървета и някои видове зърнени култури.

## Икономика
Селското стопанство запазва важна роля в местната икономика: произвеждат се зърнени култури, пшеница, грозде и други плодове; има и отглеждане на говеда, кози и птици. Индустрията се състои от малки компании, които работят в следните сектори: хранително-вкусов, металургичен, текстилен, строителен, дървообработващ, опаковъчен и производство на части и аксесоари за моторни превозни средства. Присъствието на третичния сектор също е скромно: по-квалифицирани услуги, като банкови, не се предоставят, но дистрибуторската мрежа все още е достатъчна, за да задоволи основните нужди на общността. 

## Забележителности

### Религиозна архитектура

#### Енорийска църква „Свети Бернар от Клерво“
Църквата (Chiesa Parrocchiale di San Bernardo) се намира в подселище Вауда Супериоре и е построена в края на XVIII век по инициатива на дон Бернардо Кастанери. Фасадата е изпъстрена с високи пиластри; вътрешността ѝ е трикорабна.

#### Църква „Свети Николай“
Църквата (Chiesa di San Nicola) се намира в подселище Вауда Инфериоре и е построена отново през 1822 г. на мястото на църква, посветена на същия светец, който местната традиция свързва с Теодолинда, кралицата на лангобардите. Еднокорабна, без странични параклиси, църквата има интересна камбанария, построена през ХХ век, на върха на която има статуя на Свети Николай.

#### Параклис на Свети Геролам
Параклисът (Cappella di San Gerolamo) се намира във Вауда Инфериоре и е бил собственост на семейство Кастанери – важна местно семейство. В този параклис е погребан един от неговите представители – дон Бернардо Кастанери.

#### Параклис на Свети Грат
Параклисът (Cappella di San Grato) се намира сред открита местност и е построена през 18 век.

### Паметници

#### Паметник на падналите
Паметникът (Monumento ai Caduti) е посветен на загиналите местни жители в Първата световна война.

### Природни забележителности

#### Регионален природен резерват „Вауда“
Природният резерват (Riserva naturale Vauda), намиращ се на левия бряг на потока Стура ди Ланцо, се характеризира с голяма равнинна площ, осеяна с езера, с множество низини и застояли отводнителни канали. Влажните зони и блатистите зони (останки на пиемонтските блатиста местност) са от натуралистичен интерес, характеризиращи се със степна растителност, базирана на пирен и треви с асоциация на множество ботанически видове, които не са широко разпространени и в някои случаи дори редки. Резерватът има за цел да запази уникални природни и ландшафтни характеристики и да позволи лесовъдски намеси за възстановяване на околната среда, валоризация и квалификация на агро-зоотехническите дейности, присъстващи в района.

## Култура и образование
- Общинска библиотека
- Туристическа асоциация „Про Локо Вауда Канавезе“
- Една държавна детска градина
- Едно държавно начално училище (от 1-ви до 5-и клас вкл.)

## Известни личности
- Дон Бернардо Кастанери (1756 във Вауда Канавезе – 1833 в Торино), професор по реторика и виден преподавател в Тортона, Ланцо, Ивреа, Пинероло и Торино. Откроява се с якобинските си идеи, поради които също е преследван и принуден да отиде в изгнание във Франция. Неговите политически позиции не засенчват религиозните му позиции: по негова инициатива се изгражда новата енорийска църква във Вауда и параклисът „Свети Геролам“, който съхранява останките му.
- Бернардо Киара (1863 във Вауда ди Фронт – 1942 в Торино), професор и писател, чийто бронзов бюст е изложен над главния вход на държавните училища